# Castellanos de Villiquera
Castellanos de Villiquera – gmina w Hiszpanii, w prowincji Salamanka, w Kastylii i León, o powierzchni 32,81 km². W 2011 roku gmina liczyła 686 mieszkańców.